# パドック・グランプリ・チーム・マネージメント
パドック・グランプリ・チーム・マネージメント ( Paddock Grand Prix Team Management ) は、ロードレース世界選手権に参戦するレーシングチーム。Moto2クラスではインターネットブックメーカーのインターウェッテン社がメインスポンサーとなり、インターウェッテン・パドックMoto2の名前で参戦する。

## チームの歴史
2002年、スイス人のダニエル・エップをチームオーナーに、「エリー・グランプリ」 (Elit Grand Prix)としてロードレース世界選手権125ccクラスに、ホンダ・RS125Rで参戦を開始した。当初はチェコのヤコブ・シュムルツがライダーを務めたが、シュムルツはシーズン中盤に250ccに移ったため、代役として現在もチームに在籍するトーマス・ルティが残りシーズンを戦った。翌2003年もルティの1台体制でシリーズに臨み、第6戦カタルニアGPでルティは初表彰台(2位)をチームにもたらした。
2004年はルティのチームメイトにダリオ・ギウセペッティが加入し、チームは2台体制に規模を拡大した。翌2005年には第3戦フランスGPでルティが初勝利を挙げると、そのまま好調を維持し、KTMのミカ・カリオを5ポイント差に抑えて初チャンピオンをチームにもたらした。
2006年にはチーム名が「エリー・カフェラテ」 (Elit - Caffe Latte)に変更となり、サンドロ・コルテセがルティのチームメイトとなった。2007年、再度名前が変更され「エミ・カフェラテ」 (Emmi Caffè Latte)となったチームはルティと共に250ccクラスにも進出することとなった。ルティはシリーズ8位、125ccクラスに残留したコルテセはシリーズ14位という成績を残した。
2008年、ダニエル・エップはエミ・カフェラテに加えて「オートケリー・CP」 (Auto Kelly CP)という別スポンサーのチームを250ccクラスに参戦させ、ルーカス・ペセックがルティの実質的なチームメイトとなった。ルティは第6戦イタリアGPでクラス初の表彰台(3位)をチームにもたらしシリーズ11位、ペセックはシリーズ15位でルーキーイヤーを終えた。125ccクラスのコルテセはシリーズ8位と成績を伸ばした。
2009年はこの年が最後の開催となった250ccクラスのみの参戦となった。エミ・カフェラテのルティはシリーズ7位、オートケリーCPのペセックはシリーズ15位の成績を残した。
2010年シーズン、これまでサブスポンサーに就いていたオーストリアのインターネットブックメーカーであるインターウェッテン社がメインスポンサーに替わり、チームは新たに最高峰MotoGPクラスに参戦を開始した。ライダーは前年の250ccクラスチャンピオンの青山博一、マシンはホンダ・RC212Vという体制で、「インターウェッテン・ホンダ・MotoGP・チーム」の名前でエントリー。250ccクラス後継のMoto2クラスには、ルティがチームに残留し日本のモリワキのシャシーで「インターウェッテン・モリワキ・Moto2」として参戦した。さらに125ccクラスにはドイツのマルセル・シュロッターがエントリーし、チームはロードレース世界選手権の全クラスに同時参戦することとなった。MotoGPクラスの青山は第5戦イギリスGPで椎骨骨折の重傷を負ったため、第6 - 7戦は秋吉耕佑が、第8 - 10戦はアレックス・デ・アンジェリスが代役を務めた。第15戦マレーシアGPで最高位7位を記録した青山のシリーズ順位は15位となった。Moto2クラスのルティは5度表彰台を獲得しシリーズ4位を記録、125ccクラスのシュロッターは2005年を最後に開発の止まっているホンダ・RS125Rで苦戦が続いてシリーズ18位に終わった。
2011年シーズン、チームはMotoGPクラスからは撤退し、Moto2、125ccに集中することとなった。Moto2クラスではルティが残留、シャシーをモリワキからスッターにスイッチする。125ccクラスでは「TTモーション・イベント・レーシング」として、ニクラス・アジョを新たに迎えてアプリリアを走らせる。
2014年シーズンを最後に活動終了。